# Titlis
De Titlis is een berg in de Alpen op de grens tussen de Zwitserse kantons Obwalden en Bern. Met een hoogte van 3238 meter is het de hoogste berg van het kanton Obwalden. Hij werd voor het eerst beklommen in 1739. De berg ligt bij het wintersportoord Engelberg. 
Men kan de top van de berg bereiken vanuit het dorp met de Rotairbaan, via talloze tussenstations (overstappen). De laatste etappe gaat met een ovaalronde gondel waarvan de vloer binnenin langzaam ronddraait zodat men een panoramisch uitzicht rondom heeft. 
Het is mogelijk om te zomerskiën op de Titlis. Er is 600 m zomerskipiste met een hoogteverschil van 200 tot 300 meter. In de winter ligt er uitzonderlijk tot vijf meter sneeuw op de Titlis. Meestal ligt er ongeveer 3,5 meter tot 4 meter sneeuw. De wintertemperaturen aan de top variëren van ca. +5 tot -25 graden. Het aan de voet gelegen meer, de Trübsee, is in de zomer een geliefd doel voor wandelingen.
In 2012 werd op ruim 3.000 meter hoogte de hoogst gelegen hangbrug van Europa geopend, gespannen over een kloof van vijfhonderd meter diep. De voetgangersbrug is één meter breed en honderd meter lang en maakt deel uit van de Titlis Cliff Walk.